# Telatrygon acutirostra
Telatrygon acutirostra é uma espécie de peixe da família das arraias. É encontrada na China e no Japão. Seu habitat natural são os mares abertos.
Tem um tamanho máximo de 10,6 cm e vive em mares com profundidade de 53m a 142m, no clima tropical e são ovíparas.